# 키티 웰스
키티 웰스(Kitty Wells, 본명은 엘렌 뮤리얼 디즌(Ellen Muriel Deason), 닉네임은 Queen Of Country Music, 1919년 8월 30일 ~ 2012년 7월 16일)는 미국의 여성 컨트리 음악 가수, 작사가, 기타 연주자이다.
그녀의 부군 또한 유명한 컨트리 음악 가수인 조니 라이트이다.

## 생애
1937년 가수 첫 데뷔하였고 이어 그 해에 조니 라이트와 결혼하였다.
2012년 7월 26일, 향년 93세로 자연사하였다.

## 유명세
그녀는 보통적으로 대한민국 국내에서 《Release me》라는 노래와 《I can't stop loving you》라는 노래의 원곡 가수로 널리 잘 알려져 있다.

## 같이 보기
- 잉글버트 험퍼딩크
- 톰 존스
- 레이 프라이스
- 조니 캐시
- 돈 깁슨
- 레이 찰스